# Baby, You Knock Me Out
Baby, You Knock Me Out (titulado Pégame nena en Hispanoamérica y Nena, me dejas KO  en España) es el quinto episodio de la novena temporada de la serie de televisión de comedia animada Padre de familia. Fue estrenado en FOX en los Estados Unidos el 14 de noviembre de 2010. En el episodio, Lois tras la insistencia de Peter se convierte en boxeadora.
El episodio fue escrito por Alex Carter y dirigido por Julius Wu. Ha recibido críticas generalmente positivas de los críticos por su historia y muchas referencias culturales. Según Nielsen, fue visto en 7,00 millones de hogares en su emisión inicial. El episodio ofreció artistas invitados: Luke Adams, Carrie Fisher y Nicole Sullivan, junto con varios actores de doblaje invitados recurrentes de la serie. Fue anunciado por primera vez en la Convención Internacional de Cómics de San Diego 2009.

## Argumento
Al anunciar su emoción por su próximo cumpleaños, Peter con impaciencia espera recibir sus regalos. Después de recibir una tarjeta de cumpleaños de Cleveland, Peter recibe entradas a un club de boxeo de Quagmire, quien invita al grupo allí, donde la esposa de Peter, Lois, se ofreció como voluntaria para participar en una pelea. Superando fácilmente la competencia en un instante, el dueño del club sugiere que se convierta en una boxeadora profesional. Sin poder entender cómo ganó la pelea, Lois se vuelve renuente a pelear con alguien. Después de que Peter la lleva con los ojos vendados al club de boxeo (incluso engañándola para que llevara un traje de boxeo), Lois se enojó con él por engañarla. Al imaginar que está golpeando a Peter, ella es capaz de ganar la pelea. Al regresar a casa, Lois comienza a tomar en serio el boxeo, y comienza a entrenar.Continuando enojada por Peter, Lois aspira a ser campeona de boxeo, y con el tiempo se convierte en la boxeadora mejor clasificada en Quahog. Durante una pelea, no obstante, la nariz de Lois se rompe, y ella se vuelve renuente a luchar por más tiempo. Lois le revela a Peter porqué aceptó boxear, ella le confiesa que al golpear a sus contrincantes se imaginaba que era Peter a quien golpeaba, Lois y Peter coinciden en poner fin a su carrera, y se retira.
En una ceremonia en honor a Lois en manos del alcalde Adam West, ella atacada verbalmente por Deirdre Jackson, una campeona de combate se decía que había matado a tres personas en el ring, y reta a Lois a una lucha. Después de insultar y abusar de Peter en la revelación de una estatua a su honor(ordeña a Peter como ubres de vacas), Jackson convence finalmente Lois para competir y salir de su retiro. En una entrevista antes de la pelea, Jackson anuncia su intención de matar a su oponente en la Ronda 6, todo lo cual solo hace que Lois este aún más enfurecida. Al comenzar la pelea, Lois se convierte en un blanco fácil para Jackson en la primera ronda. Sintiendo que se encuentra sin oportunidad. Lois está convencida de seguir luchando, hasta que finalmente hacen la sexta ronda. Duramente golpeada, Lois continúa siendo golpeada por Jackson, quien pronto la golpea con un gancho de izquierda grande, lo que la hizo estar casi inconsciente. Recuperada rápidamente, Lois comienza desatar su ira reprimida, y golpea su oponente dejándola totalmente inconsciente. Al día siguiente, Lois comienza su recuperación como una campeona, y está rodeada de su familia en la mesa del desayuno. Peter se alegra de que ahora puede comer cereales con su propia leche, guardada de su humillación con Jackson. 

## Producción y desarrollo

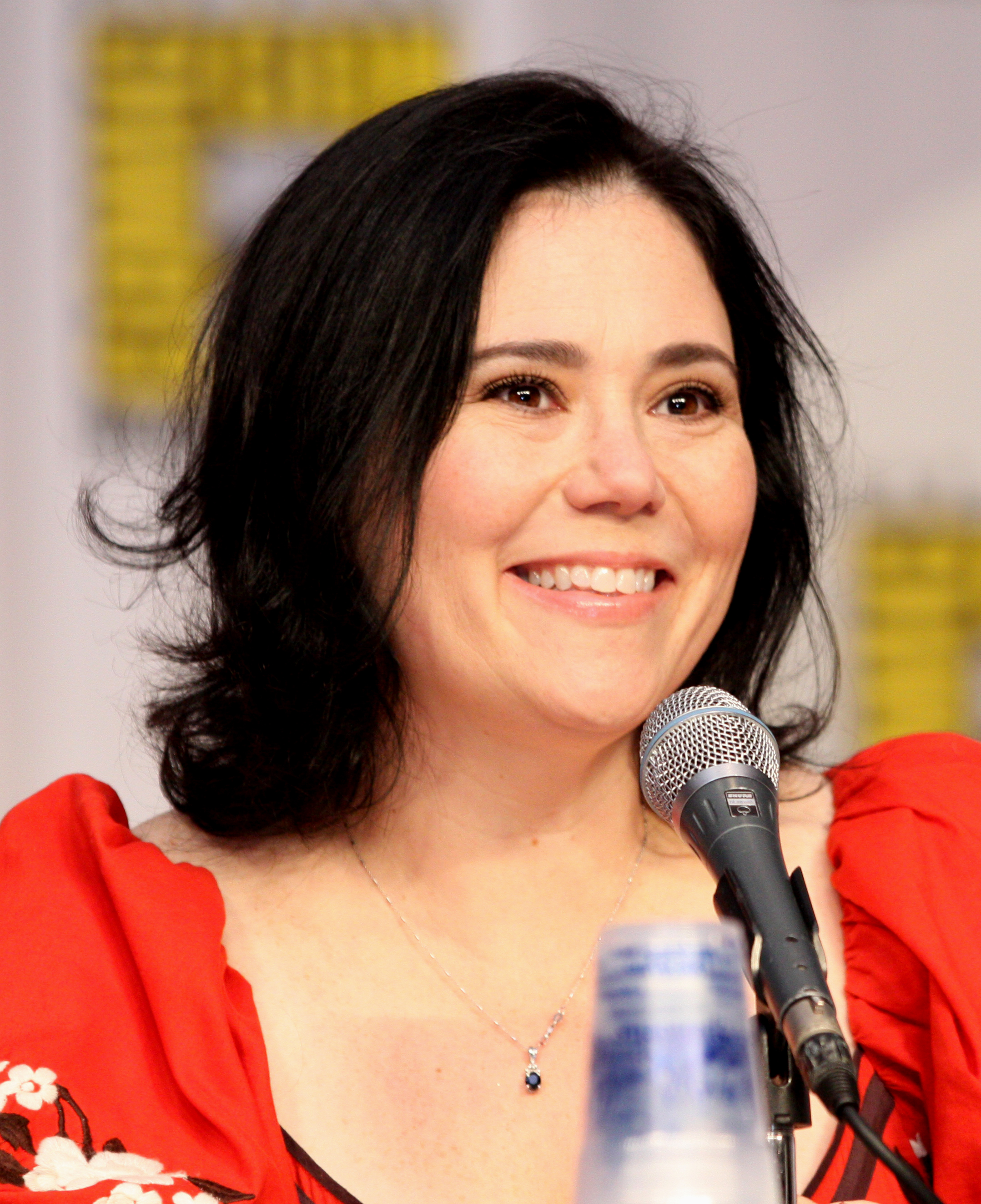
Alex Borstein la primera en anunciar el episodio.

Fue anunciado por primera vez en la Convención Internacional de Cómics de San Diego 2009 por Alex Borstein. El episodio fue escrito por Alex Carter, y dirigido por Julius Wu antes de finalizar la producción de la octava temporada. Los veteranos de la serie Peter Shin y James Purdum, fueron los directores de la animación.
En adición al elenco regular el actor Luke Adams, la actriz Carrie Fisher y la actriz Nicole Sullivan fueron los invitados especiales del episodio.